# San Miguel Tenejapa
San Miguel Tenejapa är en ort i Mexiko.   Den ligger i kommunen Tezonapa och delstaten Veracruz, i den sydöstra delen av landet, 260 km öster om huvudstaden Mexico City. San Miguel Tenejapa ligger 85 meter över havet och antalet invånare är 316.
Terrängen runt San Miguel Tenejapa är varierad. San Miguel Tenejapa ligger nere i en dal. Runt San Miguel Tenejapa är det ganska tätbefolkat, med 56 invånare per kvadratkilometer. Närmaste större samhälle är Cosolapa, 15,2 km nordost om San Miguel Tenejapa. I omgivningarna runt San Miguel Tenejapa växer huvudsakligen savannskog.